# Telipogon campbelliorum
Telipogon campbelliorum là một loài thực vật có hoa trong họ Lan. Loài này được (J.T.Atwood) N.H.Williams & Dressler mô tả khoa học đầu tiên năm 2005.